# Отважное (Амурская область)
Отва́жное — село в Архаринском районе Амурской области, административный центр Отважненского сельсовета.

## География
Село Отважное стоит на левом берегу реки Архара.
Дорога к селу Отважное идёт на юг от районного центра Архара через Аркадьевку, расстояние — около 8 км.
От села Отважное вверх по левому берегу Архары идёт дорога к селу Заречное, вниз по левому берегу Архары — к сёлам Красный Исток и Ленинское.
На юго-восток от села Отважное идут дороги к станции Татакан и к селу Каменный Карьер.

## История
Основано в 1907 году под названием Сухуша переселенцами из станицы Отважная Кубанской области. В 1929 году в селе образована коммуна «Верный путь», затем — «Красный парус» и колхоз «Память Ленина». В 1960 году образован совхоз «Богучанский».

## Население
| 2002 | 2010 | 2012 | 2013 | 2014 | 2015 | 2016 |
| ---- | ---- | ---- | ---- | ---- | ---- | ---- |
| 981  | ↘786 | ↘767 | ↘739 | ↘713 | ↘695 | ↘671 |
| 2017 | 2018 |      |      |      |      |      |
| ↗672 | ↘667 |      |      |      |      |      |

## Улицы
| - ул. Больничная, - ул. Колхозная, - ул. Кооперативная, - ул. Набережная, - ул. Новая, | - ул. Партизанская, - ул. Переселенческая, - пер. Переселенческий, - ул. Пионерская, - ул. Полевая, | - ул. Советская, - ул. Совхозная, - ул. Центральная, - ул. Школьная. |

## Экономика
Сельскохозяйственные предприятия Архаринского района.